# Familie Somoza
De familie Somoza was een invloedrijke familie in Nicaragua. Drie leden van de familie waren president van Nicaragua:
- Anastasio Somoza García van 1936 tot 1956. 
  - Zijn zoon Luis Somoza Debayle van 1956 tot 1963.
  - Zijn andere zoon Anastasio Somoza Debayle van 1967 tot 1972 en van 1974 tot 1979. Anastasio Somoza Debayle was tijdens de regeerperiode van zijn broer Luis leider van de Guarda Nacional: de militaire en politiemacht.

Anastasio Somoza García werd in 1933 leider van de Guarda Nacional, die door de Amerikaanse marine was opgericht en getraind om de Amerikaanse belangen in het gebied te bewaken. In deze hoedanigheid schakelde hij zijn opponenten uit, en in 1936 werd hij president. 
Hij werd gedood in 1956 te León door Rigoberto López Pérez, die hem op een feest neerschoot.
Zijn zoon Luis Somoza Debayle volgde hem op, maar zijn andere zoon Anastasio Somoza Debayle had in werkelijkheid de grootste macht in handen als leider van de Guarda Nacional. In 1967 werd Anastasio Somoza Debayle president.
Onder het regime van Anastasio Somoza Debayle raakte Nicaragua verwikkeld in een burgeroorlog. De familie Somoza werd daarbij aanvankelijk gesteund door de Verenigde Staten, maar toen het geweld ernstig escaleerde en omdat de Verenigde Staten de herinnering aan de oorlog in Vietnam vers in het geheugen hadden, werd die steun beëindigd. Anastasio Somoza Debayle moest aftreden en vluchtte naar Miami. Omdat hij geen verblijfsvergunning verkreeg, week hij uit naar Paraguay.
Na de val van de Somoza's kwamen de Sandinisten aan de macht.